# San Carlos del Valle
San Carlos del Valle és un municipi de la província de Ciudad Real a la comunitat autònoma de Castella-La Manxa.

## Demografia
| 1991  | 1996  | 2001  | 2004  |
| ----- | ----- | ----- | ----- |
| 1.300 | 1.260 | 1.234 | 1.220 |

## Personatges il·lustres
- Manolo el del Bombo